# Edecarii de pe Volga

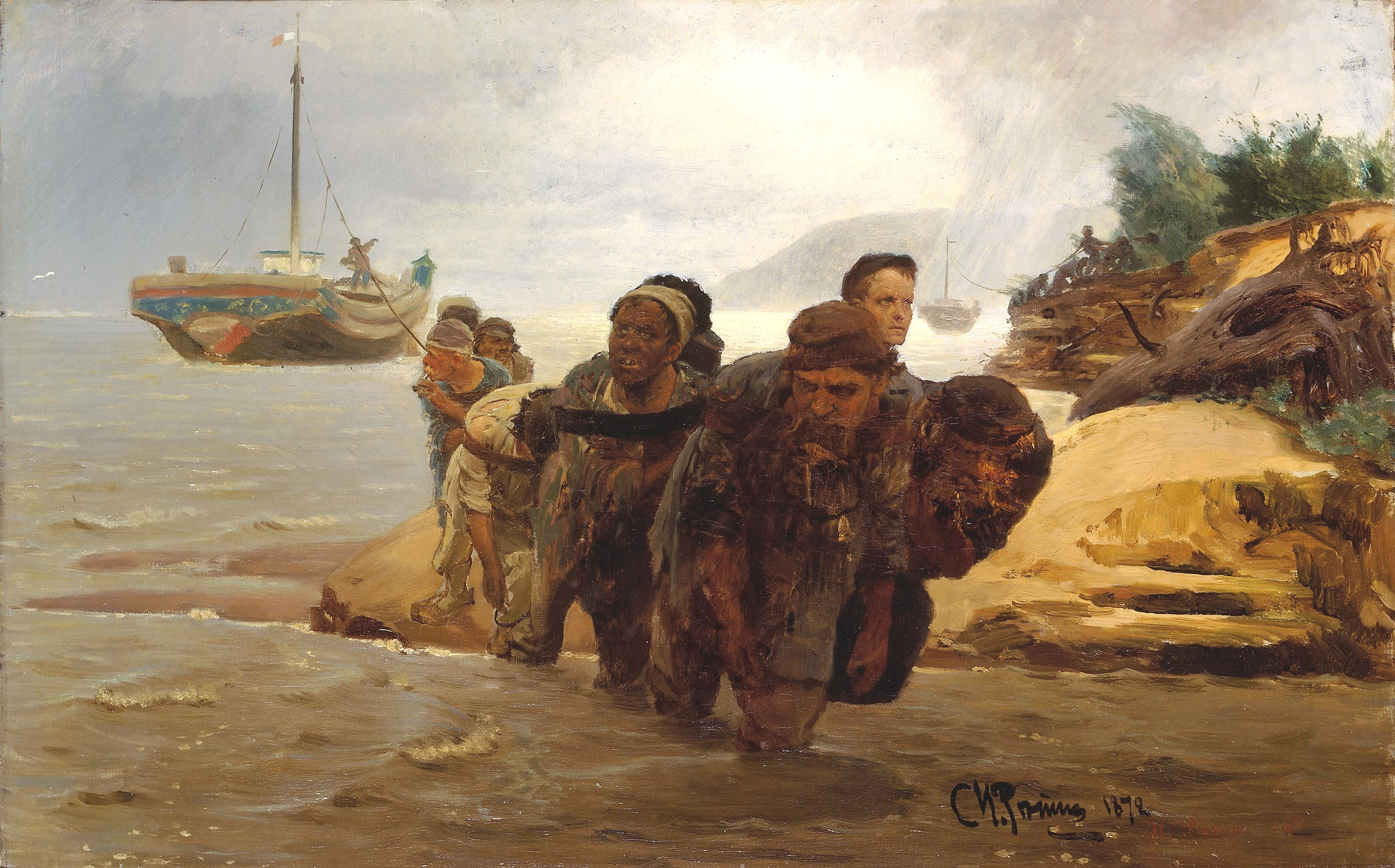
Variantă a picturii pictată în 1872, aflată la Galeria Tretiakov din Moscova

Edecarii de pe Volga (în rusă : Бурлаки на Волге - Burlaki na Volghe) este un tablou pictat în ulei pe pânză în perioada 1870-1873, de către pictorul și sculptorul rus Ilia Repin. Lucrarea prezintă 11 persoane, edecari, trăgând un șlep pe fluviul Volga. Bărbații par că aproape se prăbușesc de epuizare sub povara tragerii șlepului, în amonte, în vara fierbinte.
Lucrarea este atât o sărbătoare a demnității și curajului, cât și o condamnare foarte emoțională a celor care aprobau o muncă atât de inumană. Deși acești oameni sunt prezentați ca stoici și acceptându-și soarta, afișându-se învinși, dar unul dintre ei iese în evidență: în centrul picturii el este reprezentat în cămașă zdrențuită, viu colorată în culoarea roșie, care nu ține capul aplecat, ci are o poziție verticală, semeță, cu ochii scrutând îndepărtata zare.
Repin a conceput pictura în timpul călătoriilor sale prin Rusia ca tânăr, pictura reprezentând personaje reale, pe care le-a întâlnit. Tabloul a fost foarte apreciat și pe plan internațional pentru portretizarea realistă a greutăților oamenilor condamnați la muncă forțată, și a lansat cariera lui Repin. La scurt timp după finalizarea sa, pictura a fost achiziționată de către Marele Duce Vladimir Alexandrovici și expusă în galerii peste tot în Europa ca reper a picturii realiste ruse.

## Fundal

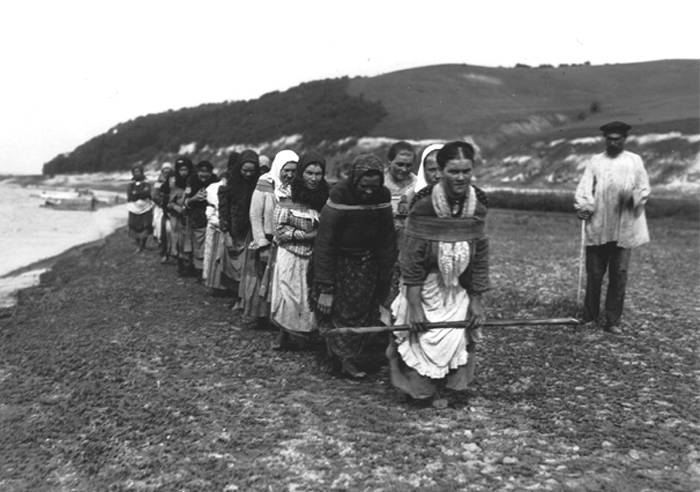
Femei trăgând la edec

Repin a absolvit Academia din Sankt Petersburg în 1863. Academia în acea perioadă era cunoscută pentru conservatorismul său profund și înclinare spre arta academică, un fapt ce a creat un sentiment de revoltă și dorință de schimbare la mulți dintre studenți săi. 
Edecarii de pe Volga este inspirată de scenele la care a asistat artistul în timp ce era în vacanță pe Volga în 1870. El a făcut o serie de studii pregătitoare, mai ales în ulei, în timp ce stătea în Shiriaev Buerak, în apropiere de Stavropol. Schițele lui includ peisaje, picturi despre Volga și edecari.
Personajele descrise sunt bazate pe persoane reale pe care artistul i-a cunoscut în timp ce pregătea lucrarea. El a avut dificultăți în găsirea subiectelor care să-i stea ca model, chiar și contra cost, din cauza unei credințe populare, conform căreia sufletul subiectului unei picturi părăsește posesorul, odată ce imaginea sa este pusă pe hârtie.  Printre modelele pictate se numără un fost soldat, un fost preot, și un pictor. Deși Repin a pictat unsprezece bărbați, și femeile efectuau această muncă, lucru normal în munca de edecar. 
Repin a selectat aceste figuri ca eșantion larg pentru clasa muncitoare a societății rusești. Faptul că unii dintre ei cândva au deținut poziții sociale relativ ridicate, a consternat tânărul artist, care inițial dorea să realizeze o lucrare mult mai superficială, scoțând în evidență contrastul dintre excursioniștii exuberanți (printre care se număra și el însuși) și edecarii necăjiți. Repin a găsit o anumită empatie cu Kanin, preotul caterisit, care este portretizat ca edecarul din față, întors spre privitor.
Artistul scria:
„Avea ceva răsăritean în el, față de scit... și ce ochi! Ce adâncime a privirii! ... Și fruntea, atât de largă și înțeleaptă... El mi s-a părut a fi un mister colosal, și pentru acest motiv l-am iubit. Kanin, cu o cârpă în jurul capului, uzată, avea totuși o înfățișare demnă; era ca un sfânt.”